# The Danger Signal (film 1915)
The Danger Signal è un film muto del 1915 diretto da Walter Edwin. La sceneggiatura si basa su Canavan, the Man Who Had His Way, racconto di Rupert Hughes apparso su The Saturday Evening Post dell'11 settembre 1909.

Variety riportava che la storia originale era ispirata alla vita di Richard Croker, ex capo del Tammany Hall.

## Produzione
Il film fu prodotto dalla George Kleine Productions con il titolo di lavorazione Canavan, the Man Who Had His Way.

## Distribuzione
Il copyright del film, richiesto da George Kleine, fu registrato il 24 novembre 1915 con il numero LU7018 e il 1º dicembre con il numero LP7220.

Distribuito dalla Kleine-Edison Feature Services, il film uscì nelle sale statunitensi il 1º dicembre 1915. Secondo le recensioni dell'epoca, la pellicola iniziava con una scena con Arthur Hoops colorata a mano per poterlo mostrare con una bandiera rossa in mano.
Non si conoscono copie ancora esistenti della pellicola che viene considerata presumibilmente perduta.